# Siemion Nachimson
Siemion Michajłowicz Nachimson (ros. Семён Миха́йлович Нахимсо́н, ur. 25 listopada 1885 w Lipawie, zm. 6 lipca 1918 w Jarosławiu) – działacz rewolucyjny w Rosji.

## Życiorys
Od 1903 działacz Bundu, z którego został wykluczony za machinacje finansowe, od 1906 członek SDPRR. Początkowo mienszewik, w 1907 był delegatem na V Zjazd SDPRR, od 1912 bolszewik. W latach 1907–1912 przebywał na emigracji, w 1911 ukończył studia na Uniwersytecie w Bernie, doktor nauk filozoficzno-ekonomicznych, po powrocie do Rosji aresztowany i skazany na śmierć zamienioną na zesłanie na mocy amnestii, w 1913 zbiegł z zesłania. W latach 1915–1917 służył w rosyjskiej armii. Pracował w redakcji „Prawdy”, po rewolucji lutowej był przewodniczącym 1 Miejskiego Komitetu Rejonowego SDPRR(b) w Piotrogrodzie, od lata 1917 prowadził działalność polityczną w 12 Armii, delegat na I i II Ogólnorosyjski Zjazd Rad Delegatów Robotniczych i Żołnierskich, redaktor gazety „Okopnyj Nabat”. Między październikiem a listopadem 1917 przewodniczący Komitetu Wojskowo-Rewolucyjnego 12 Armii. 
Od listopada 1917 do lutego 1918 przewodniczący Komitetu Wykonawczego i komisarz 12 Armii, od 31 marca do 12 maja 1918 komisarz Jarosławskiego Okręgu Wojskowego, od 2 czerwca 1918 przewodniczący Komitetu Wykonawczego Jarosławskiej Rady Gubernialnej. Został schwytany i rozstrzelany podczas antybolszewickiego buntu eserowskiej organizacji „Związek Obrony Ojczyzny i Wolności” w Jarosławiu kierowanej przez Borysa Sawinkowa.